# Friend like Me
Friend like Me è un brano musicale scritto da Howard Ashman e composto da Alan Menken per la colonna sonora del film d'animazione Aladdin. Il brano è stato nominato all'Oscar alla migliore canzone e al Golden Globe alla migliore canzone.

## Ruolo nell'opera
Nel film il brano funge da presentazione con cui il personaggio del Genio offre i suoi servigi al protagonista Aladdin. Per tale ragione, la canzone è stata interpretata in varie lingue da ciascuno dei doppiatori che hanno interpretato il genio nelle varie edizioni linguistiche del film: tra gli altri Robin Williams nella versione originale in inglese e Gigi Proietti nella versione in lingua italiana, in cui il brano ha assunto il titolo di Un amico come me.

## Impatto culturale
Definito spesso come «canzone iconica», è una delle canzoni più famose fra quelle tratte dal film d'animazione. Il brano è stato riproposto in tutti i rifacimenti dell'opera, a partire dal musical di Broadway fino al remake in live action, in cui è stato reinterpretato da Will Smith. Nel 2023, Billboard l'ha inserito alla posizione 35 nella classifica delle migliori canzoni Disney di tutti i tempi.

### Cover
Oltre alle versioni utilizzate in Aladdin e nei suoi rifacimenti, vari artisti nel corso degli anni hanno inciso delle cover del brano. In particolare, gli Alvin and the Chipmunks hanno inserito una cover del brano nell'album When You Wish Upon a Chipmunk, mentre il cantante R&B Ne-Yo ha eseguito una cover del brano all'interno della compilation We Love Disney.

## Successo commerciale
Mentre la versione originale del brano in un primo momento non era stata distribuita separatamente rispetto al resto della colonna sonora, la cover interpretata da Will Smith per il remake in live action ha avuto modo di entrare in alcune classifiche e di ricevere certificazioni in maniera autonoma. In particolare, il brano è stato certificato argento nel Regno Unito per aver venduto oltre 200 000 copie e oro negli Stati Uniti con più di 500 000 unità vendute.

## Classifiche (versione di Will Smith)
| Classifica (2022) | Posizione massima |
| ----------------- | ----------------- |
| Corea del Sud     | 96                |
| Regno Unito       | 95                |